# La ciudad y la ciudad
La ciudad y la ciudad (The City & the City originalmente en inglés) es una novela del autor británico China Miéville que combina elementos fantásticos del género conocido como weird fiction con características del drama policial y de la novela negra; Miéville la escribió como regalo para su madre, enferma terminal por aquel entonces y fan del género policial. Macmillan Publishers la publicó en el Reino Unido el 15 de mayo de 2009 mientras que Del Rey Books lo hizo en Estados Unidos el 26 de mayo de 2009. Antes de acabar 2009 Subterranean Press lanzó una edición limitada firmada de 500 copias numeradas y 26 copias lettered.
La novela ganó el premio Locus a la mejor novela de fantasía, el premio Arthur C. Clarke, el premio Mundial de Fantasía, el premio BSFA y el Tentáculo Rojo de los Kitschies. Quedó igualada con La chica mecánica de Paolo Bacigalupi para el premio Hugo a la mejor novela y fue nominada al premio Nébula y al premio John W. Campbell Memorial a la mejor novela de ciencia ficción.

## Argumento
El inspector Tyador Borlú, de la Brigada de Crímenes Violentos en la ciudad-estado europea de Besźel, investiga el asesinato de Mahalia Geary, una estudiante extranjera que apareció muerta y con la cara desfigurada en una calle de Besźel. El inspector pronto descubre que Geary estaba involucrada en la agitación política y cultural que involucra a Besźel y a su "ciudad gemela", Ul Qoma. Sus pesquisas comienzan en su ciudad natal, Besźel, le conducen a Ul Qoma para ayudar a la policía ulqomana en su trabajo y finalmente le lleva a investigar la leyenda de Orciny, la rumoreada tercera ciudad que existiría en los espacios entre Besźel y Ul Qoma.

## Trasfondo
La ciudad y la ciudad transcurre en las ciudades de Besźel y Ul Qoma. Ambas ciudades ocupan en gran medida el mismo espacio geográfico, pero mediante la voluntad enfocada de sus ciudadanos, además de la amenaza de un poder secreto conocido como la Brecha, la percepción de sus habitantes y su funcionamiento es el de que son dos ciudades diferentes. Un habitante de una ciudad debería obedientemente "desver", eliminar conscientemente de su mente o considerar como parte del panorama general, a los ciudadanos, edificios y hechos que sucedan en la otra ciudad, incluso si están a unos centímetros. Esta separación se enfatiza con los estilos a la hora de vestir, la arquitectura, la manera de caminar y la forma que tienen los habitantes de cada ciudad de comportarse. A los residentes de las dos ciudades se les enseña desde la infancia a reconocer aquellas cosas que pertenecen a la otra ciudad sin verlas realmente, como una especie de comportamiento automatizado. Al hecho de no hacer caso de estas separaciones, incluso por accidente, se le conoce como "cometer brechas", un crimen horrible para los habitantes de las dos ciudades, peor incluso que el asesinato.
Las ciudades gemelas están compuestas de zonas de entramado, zonas de alteridad y zonas íntegras (crosshatched, alter y total en el original). Las zonas "íntegras" se encuentran por completo en una ciudad, la ciudad en la que el observador se halle en ese momento. Las zonas de "alteridad" están por completo en la otra ciudad y se debe hacer caso omiso de ellas de manera absoluta y evitarlas. Entre estos dos tipos de zona están las zonas de "entramado": pueden ser calles, parques o plazas donde los ciudadanos de ambas ciudades llegan a caminar al lado unos de otros pero "desviéndose". Los lugares que existen en las dos ciudades normalmente tienen un nombre diferente en cada una. Aparte de estas divisiones existe también la Cámara Conjuntiva, "uno de los poquísimos lugares" que existen en ambas ciudades con el mismo nombre. En vez de estar "entramada" funciona, de manera simplificada, como una frontera, pues es el único punto por donde uno puede pasar de una ciudad a la otra de manera legal y oficial. Atravesar el paso en la frontera traslada a los viajeros, geográficamente (o "topordinariamente"), al mismo punto exacto desde donde salieron, solo que en una ciudad diferente.
Desde un punto de vista físico, pocas cosas diferencian las dos ciudades aparte de mínimas diferencias arquitectónicas, de vehículos y de moda, todos elementos que a los ciudadanos y visitantes se les ha enseñado a reconocer, mientras que quienes no saben nada de la separación verán las dos ciudades como una sola. Por este motivo existe un poder añadido, necesario para mantener la separación en existencia, la organización conocida como la Brecha. Cuando se da una "brecha" (en este caso referida al acto de quebrantar la barrera entre las dos ciudades), la Brecha se hace cargo de la situación y sus miembros usan su potestad para someter al autor de la brecha y llevárselo hacia un castigo desconocido, después de lo que nunca se vuelve a saber nada de los desaparecidos. A los niños y los turistas se les trata con mayor indulgencia: a los niños se les perdonan las brechas menores y los turistas son inmovilizados, expulsados y se les prohíbe la entrada a las ciudades de por vida. 
La Brecha se encarga de la gran mayoría de las brechas de manera inmediata pero su capacidad de vigilancia no es absoluta. En ocasiones hay que convocar de manera específica a la Brecha para que investigue un crimen que parece un caso claro de brecha, como una operación de contrabando que consista en traficar con mercancía pasada de una ciudad a otra gracias a una infracción. Para que la Brecha intervenga la policía debe presentar pruebas al Comité de Supervisión formado por 42 miembros, 21 de cada ciudad. Si las pruebas presentadas son lo bastante convincentes el Comité llevará a cabo cualquier otra investigación que considere pertinente sobre el asunto para despejar aquellas dudas que aún tengan sus miembros. Si una investigación finaliza con la conclusión de que se ha cometido una brecha, entonces, y solo entonces, el Comité llamará a la Brecha. Este es el último recurso en cualquier proceso pues la Brecha es un poder ajeno al que algunos consideran que Besźel y Ul Qoma le entregan su soberanía sin tener en cuenta los riesgos.

## Recepción
Michael Moorcock, en su crítica para The Guardian, concluye que "Como en ninguna otra novela anterior, el autor homenajea y ensalza el género que ama y al que nunca ha dado la espalda. Esta novela es, en muchos niveles, un testamento de su admirable integridad. Miéville demuestra una vez más su inteligencia y originalidad al mantener bajo control una idea que, en manos de un escritor de menos talento, se habría ido fácilmente de las manos."
Andrew Mackie analizó el libro para The Spectator y sugirió que "los aspectos alucinatorios del libro le deben mucho a Borges, o quizá a Les Gommes, la subversión del género policiaco de Alain Robbe-Grillet. Lo más fascinante es que la característica subyacente de Miéville, que todos los habitantes de las ciudades conspiran para no hacer caso de aspectos auténticos de las ciudades en las que viven -los indigentes, las estructuras políticas, el mundo comercial o las cosas que son "para los turistas"- no llega a elaborarse nunca. Esta es la novela más lograda de Miéville desde La estación de la Calle Perdido. Merece la atención de aquellos que huirían a toda velocidad de sus otros libros: es fantástica, también en el sentido más despreocupado y coloquial."
En septiembre de 2010 la novela ganó el Premio Hugo de 2010 a la mejor novela, igualada con La chica mecánica de Paolo Bacigalupi. En abril de 2010 ganó el Premio BSFA a la mejor novela de 2009, así como el Premio Arthur C. Clarke de 2010. En octubre de 2010 la novela obtuvo el Premio Mundial de Fantasía a la mejor novela y en enero de 2010 el Tentáculo Rojo de los Kitschies de 2009. En 2011 su traducción en alemán, Die Stadt und die Stadt, ganó el Premio Kurd Lasswitz, en 2012 ganó en Francia el Grand Prix de l'Imaginaire a la mejor novela extranjera y en 2013 obtuvo el premio Ignotus a la mejor novela extranjera tras su publicación en español.

## Adaptaciones
La ciudad y la ciudad fue adaptada al teatro por Christopher M. Walsh. La obra se estrenó en el Lifeline Theatre de Chicago en febrero de 2013 y recibió una recomendación en los Premios Joseph Jefferson que premian la excelencia en teatro en el área de Chicago.

## Premios
| Predecesor                                                                | Premios de La ciudad y la ciudad                                  | Sucesor                                     |
| ------------------------------------------------------------------------- | ----------------------------------------------------------------- | ------------------------------------------- |
| The Night Sessions de Ken MacLeod                                         | Premio BSFA a la mejor novela (2010)                              | The Dervish House de Ian McDonald           |
| Lavinia de Ursula K. Le Guin                                              | Premio Locus a la mejor novela de fantasía (2010)                 | Kraken de China Miéville                    |
| Song of Time de Ian R. MacLeod                                            | Premio Arthur C. Clarke (2010)                                    | Zoo City de Lauren Beukes                   |
| El libro del cementerio de Neil Gaiman                                    | Premio Hugo a la mejor novela (2010, junto con La chica mecánica) | El apagón / Cese de alerta de Connie Willis |
| Tender Morsels de Margo Lanagan The Shadow Year de Jeffrey Ford (ex æquo) | Premio Mundial de Fantasía a la mejor novela (2010)               | Who Fears Death de Nnedi Okorafor           |
| El sueño del androide de John Scalzi                                      | Premio Kurd Lasswitz a la mejor novela extranjera (2011)          | La chica mecánica de Paolo Bacigalupi       |
| El río de los dioses de Ian McDonald                                      | Grand Prix de l'Imaginaire (2012)                                 | La chica mecánica de Paolo Bacigalupi       |
| 1Q84 de Haruki Murakami                                                   | Premio Ignotus a la mejor novela extranjera (2013)                | Embassytown de China Miéville               |